# 斯坎迪亞鎮區 (明尼蘇達州波爾克縣)
斯坎迪亞鎮區（英語：Scandia Township）是位於美國明尼蘇達州波爾克縣的一個行政鎮區。

## 地方資料
斯坎迪亞鎮區的面積為93.24平方千米，皆為陸地。根據2020年美國人口普查的數據，當地共有人口64人，而人口密度為每平方千米0.69人。